# Ourselves Alone
Ourselves Alone (pol. My sami) – brytyjski film z 1936 r. przedstawiający historię miłosną, rozgrywającą się na tle Irlandzkiej wojny o niepodległość, która toczyła się w latach 1919–1921. Tytuł jest tłumaczeniem nazwy irlandzkiej organizacji Sinn Féin. Film został nakręcony przez Brian Desmond Hurst. Wystąpili w nim m.in.: John Davis Lodge, John Loder i Antoinette Cellier. Zdjęcia realizowano w British International Pictures Studio w Anglii.

## Obsada
- John Davis Lodge jako inspektor Hanney
- John Loder jako kapitan Wiltshire
- Antoinette Cellier jako Maureen Elliott
- Niall MacGinnis jako Terence Elliott
- Clifford Evans jako komandor Connolly
- Jerry Verno jako szeregowy Parsley
- Bruce Lester jako lejtnant Lingard
- Maire O’Neill jako Nanny
- Tony Quinn jako Maloney
- Paul Farrell jako Hogan